# Lecture2Go
Lecture2Go ist die zentrale Medienplattform der Universität Hamburg. Auf dieser können seit dem Jahr 2008 mit Videotechnik aufgenommene universitäre Veranstaltungen gesehen, gehört und heruntergeladen werden.
Entwickelt wurde Lecture2Go am Regionalen Rechenzentrum der Hamburger Universität (RRZ).
Das Videoportal setzt auf dem Framework Liferay CE auf. Die Open-Source-Software soll das computergestützte Lernen stärken.
Im Sinne des Open Access stellt Lecture2Go Veranstaltungsaufzeichnungen sowohl Universitätsangehörigen als auch anderen Interessierten unentgeltlich zur Verfügung. Um die Webvideos zu nutzen, ist es nicht erforderlich, sich anzumelden.
Lecture2Go gehört zu den Audio- und Videoportalen, mittels derer deutsche Hochschulen regelmäßig Informationen veröffentlichen.
Genutzt wird das in Hamburg entwickelte System Lecture2Go auch von der Heinrich-Heine-Universität Düsseldorf und der Ostfalia Hochschule für angewandte Wissenschaften.